# イニシエーション・ラブ
『イニシエーション・ラブ』は、乾くるみによる日本の小説。
タロットカードの6番「恋人」を題材としたタロウ・シリーズの一作で、1986年から1987年頃の旧静岡市を舞台としている。
内容は恋愛小説だが、本編に仕掛けられているどんでん返しにより一部ではミステリーとも言われており、第58回日本推理作家協会賞長編及び連作短編集部門候補作となったほか、2005年版の本格ミステリ・ベスト10で第6位にランクインしている。2014年3月3日に放送された日本テレビ系バラエティー『しゃべくり007』ではくりぃむしちゅーの有田哲平が「最高傑作のミステリー」とコメントし、放送後の1か月で21万部を増刷。2015年1月現在、売上は130万部を超えるミリオンセラーとなっている。
カバーには「最後から二行目（絶対に先に読まないで！）で、本書は全く違った物語に変貌する」と注意書きがあり、「読み終わった後は必ずもう一度読み返したくなる」と銘打たれた作品。また80年代後半の世相や流行を感じさせる描写が多く登場している。

## あらすじ

### side-A
「僕」こと鈴木は、友人の望月から代役で呼ばれた合コンで出会ったマユに心を惹かれるが、女性に対して奥手である性格が邪魔をして、それ以上の言葉を交わすこともできなかった。その後同じメンバーで誘われた海水浴でマユと再会できた鈴木は、ふとしたきっかけでマユから連絡先の電話番号を教えてもらう。2週間後、意を決して電話をかけたところ、マユも自分のことを気にかけてくれていたようで、デートの約束をなんとか取り付ける。
毎週のデートを重ねるうちに「マユちゃん」「たっくん」と呼び合うようになった二人は、周囲にはまだ二人の関係を隠していた。そんな最中に合コンメンバーでのテニスにそれぞれ誘われて参加するが、友人の北原と親しげにするマユを見て、鈴木は激しく嫉妬する。その夜、マユから受けた電話で、鈴木と親しげにしていたマユの友人の和美に対してマユが嫉妬をしていたことを聞き、お互いの愛情を確認した二人は電話で告白を交わす。さらに鈴木は「会いたい」と率直な気持ちを吐露し、マユの「来て」という返答に応える形でマユの家へ駆けつけ、ついに二人は結ばれる。
その後鈴木とマユは互いの家を行き来するようになり愛を深め合う。11月のある日、ドライブ先で入ったラブホテルでの会話で、マユからクリスマスイブの予定を尋ねられる。夜景の見えるレストランで食事をした後お泊り、という理想的なプランを話し合い、鈴木はダメ元で予約の電話をホテルへ入れてみたところ、たまたまキャンセルがあったとのことで聖夜デートが実現する。
そしてイブの夜、二人は食事の後ダブルルームでプレゼント交換をし、愛を確かめ合う。鈴木はこれ以上ない幸福感を味わったのだった。

### side-B
マユとの関係を優先し、東京の会社からもらった内定を蹴り地元静岡の企業に就職した鈴木に、東京の親会社へ2年間の派遣の話が持ち上がる。新入社員から成績優秀者が選ばれエリートコースに乗せる、という会社方針のため鈴木は断り切れない。鈴木はマユに相談し、マユは渋々ながらも遠距離恋愛を決意し、鈴木は毎週会いに帰ってくることを約束する。
マユとの愛を支えに離れ離れの生活を続けていた鈴木は、経済的負担に加え肉体的精神的負担も重なり、徐々に疲弊していく。そんな中、東京での同僚で見た目も中身も完璧な女性である石丸美弥子と仕事を通じて意気投合する。一方で、3週間ぶりに会ったマユから「生理が来ない」という事実を告げられ、鈴木は動揺する。意を決して結婚を持ち出した鈴木だったが、親や親戚に婚前交渉があったことを知られるのが嫌、という理由でマユはこれを拒絶する。
ある日、鈴木を昼食に誘った席で、美弥子は鈴木への想いを打ち明ける。マユのことを思う鈴木は理由も言わずに拒否するが、心は大きく揺れていた。翌週末、マユは産婦人科の検査を受け、妊娠3か月であると診断される。鈴木は堕胎を決意し、さらに翌週堕胎手術を受けさせる。この沈んだ気持ちを紛らわせるべく仕事に没頭する鈴木だったが、大きな仕事を上げたその日に美弥子から飲みに誘われる。酒の席で彼女がいることを美弥子に看破され、さらに「変わるということは悪いことではない」「考えを変えないことは成長を止めることだ」と諭される。美弥子は元彼から別れのときに言われた「お前にとって俺はイニシエーション（通過儀礼）だった」という言葉を引用し、鈴木とマユの関係が「イニシエーション・ラブ」であれば自分にもまだ望みがある、と告げる。
堕胎の件以降、気持ちが疎遠になっていた鈴木だったが、義務感を振り絞りマユに会いに静岡へ帰る。直接顔を見ることで改めて彼女への愛を確認しつつ、負担が大きいから毎週でなく隔週で会いに来ることにしたい、とマユにお願いしマユも快諾する。その翌週、鈴木は美弥子からショッピングに誘われるが、ショッピングを終えた後、半ば強引な形でホテルへ誘われ、美弥子と関係を持ってしまう。
マユと会うのを隔週にしたのをよいことに、また美弥子からも「遊びでいいから」とも言われた鈴木は二股状態をしばらく続けているうちに、マユと美弥子との関係は逆転しつつあった。そしてある日、マユに対して「美弥子」と呼んでしまうという大失態を犯し、咎めるマユに対して逆ギレした鈴木はとうとう別れを告げて部屋を後にする。
美弥子との仲が社内で噂されるようになり、またマユとのために確保しておいたクリスマスディナーをキャンセルした鈴木は、美弥子にクリスマスの予定を尋ねる。すると美弥子は自分の家へ招待したいと言う。クリスマスの日、鈴木は両親に紹介され、居心地の悪さを感じながら食事を済ませて美弥子の部屋へあがりこむ。両親が階下にいるところで美弥子といちゃつくという背徳感を覚えつつ別れたマユへの想いを馳せるところで、物語は衝撃の結末を迎える。

## 章題
物語はside-Aとside-Bから成り、各章のタイトルはそれぞれの内容を象徴する曲名が付けられている。
また、実写映画においてはそのほとんどが劇中に使用されている（括弧（）内はアーティスト名）。
- side-A
  - 揺れるまなざし （小椋佳）
  - 君は1000% （1986オメガトライブ）
  - Yes-No （オフコース）
  - Lucky Chanceをもう一度 （C-C-B）
  - 愛のメモリー （松崎しげる）
  - 君だけに （少年隊）
- side-B
  - 木綿のハンカチーフ （太田裕美）
  - DANCE （浜田省吾）
  - 夏をあきらめて （研ナオコ）
  - 心の色 （中村雅俊）
  - ルビーの指環 （寺尾聰）
  - SHOW ME （森川由加里）

## 登場人物
鈴木（すずき）
静岡大学数学科の4年生。22歳。人数合わせで参加した合コンで、成岡繭子と恋に落ち、付き合うようになる。繭子からは「たっくん」と呼ばれる。読書が好きで、主に推理小説を好む。富士通の内定をもらっている。
成岡 繭子（なるおか まゆこ）
歯科衛生士。短髪。20歳。合コンで知り合った鈴木と付き合うようになる。読書が好きで、主に古典文学を好む。
望月 大輔（もちづき だいすけ）
鈴木の友人。合コンの幹事。優子とは恋人。
大石（おおいし）
鈴木の友人。合コンの参加者。あだ名はがっちゃん。
北原（きたはら）
鈴木の友人。合コンの参加者。マジックが得意。
松本 優子（まつもと ゆうこ）
静岡大学教養学部2年生。望月とは恋人。繭子ら高校の同級生3人と合コンに参加する。
青島 ナツコ（あおしま なつこ）
静岡大学教養学部2年生。合コンの参加者。派手な服装を好むナイスバディ。
渡辺 和美（わたなべ かずみ）
薬大生。合コンの参加者。少し太めの女の子。合コンでは鈴木の正面に座った。
海藤（かいどう）
鈴木と同期入社の、慶徳ギフトの新入社員。名古屋大学を卒業した秀才。幹部候補生として鈴木と共に東京への派遣が決まる。
石丸 美弥子（いしまる みやこ）
鈴木と同じ課の新入女子社員。大学では劇団「北斗七星」に所属していた。姉は女優の蓬莱美由紀だが、姉妹仲はあまり良くない。
梵（ぼん）
海藤と同じ課の新入社員。広島から派遣されてきた。「北斗七星」の芝居を観て、演劇に興味を持つようになる。
天童（てんどう）
美弥子の大学の先輩で元恋人。「北斗七星」の俳優。
『リピート』に登場するほか、タロウ・シリーズ全作に登場する予定である。

## 評価
前述の有田哲平の他にもUVERworldのTAKUYA∞、ふかわりょう、茅原実里らが本の帯にコメントを寄せている他、アンジャッシュの渡部建が『日経エンタテインメント!』で、広瀬アリスが『王様のブランチ』でこの本を薦めるなど、芸能人の間でも人気を得ている。

## 書誌情報
- 単行本：2004年4月01日、原書房（ミステリー・リーグ）、ISBN 4-562-03761-X
- 文庫本：2007年4月10日、文春文庫、ISBN 978-4-16-773201-1、解説：大矢博子[注 3]
- 特別限定版：2015年3月19日、原書房（ミステリー・リーグ）、ISBN 978-4-56-205149-6[注 4]

## 映画
2015年5月23日公開。監督は堤幸彦が担当。原作と同じく、1980年代後半の旧静岡市と東京を舞台に男女の出会いと別れがSide-AとSide-Bという2編に別れた構成となる。主演は松田翔太。また、劇中でオマージュされている1987年のTBS系テレビドラマ『男女7人秋物語』以来の共演となる片岡鶴太郎と手塚理美が美弥子の両親役で出演する。撮影は原作の舞台となっている静岡市などで行われた。

### キャスト
- 鈴木 - 松田翔太
- 鈴木 - 亜蘭澄司[5]（森田甘路）
- 成岡繭子（マユ） - 前田敦子
- 石丸美弥子 - 木村文乃
- 海藤 - 三浦貴大
- 梵ちゃん - 前野朋哉
- 望月大輔 - 森岡龍
- 北原鉄平 - 矢野聖人
- 大石肇 - 藤原季節
- 優子 - 吉谷彩子
- ナツコ - 松浦雅[6]
- 和美 - 八重樫琴美（Chubbiness）
- ジュンコ - 大西礼芳
- まどか - 佐藤玲
- 桑島課長 - 山西惇
- 静岡支店部長 - 木梨憲武（友情出演）
- 石丸詩穂 - 手塚理美（特別出演）
- 石丸広輝 - 片岡鶴太郎（特別出演）
- 天童 - 池上幸平
- ホテル受付 - 村岡希美
- カップル - 夛留見啓助、三浦葵
- 洋服屋の店員 - 小松美咲
- DJの声 - 山寺宏一

### スタッフ
- 監督 - 堤幸彦
- 脚本 - 井上テテ
- 音楽 - Gabriele Roberto
- 原作 - 乾くるみ『イニシエーション・ラブ』（文春文庫）
- 撮影 - 唐沢悟
- 照明 - 木村匡博
- 録音 - 鴇田満男
- 美術 - 相馬直樹
- 編集 - 伊藤伸行
- 音楽プロデューサー - 茂木英興
- カースタント - スーパードライバーズ
- 80年代用語監修 - 大矢博子
- オフィシャルライター - 木俣冬
- 企画協力 - 文藝春秋
- VFX・CG - jitto（株式会社十十（ジット））、山口幸治、cai（株式会社回）、リバティアニメーションスタジオ
- 技術協力 - 池田屋
- 美術協力 - オフィスハラ、京映アーツ（サンズデコール）
- ラボ - IMAGICA
- スタジオ - 東宝スタジオ
- 製作者 - 中山良夫、市川南、松井清人、藪下維也、柏木登、長坂信人、髙橋誠
- ゼネラルプロデューサー - 奥田誠治
- エグゼクティブプロデューサー - 門屋大輔
- プロデューサー - 飯沼伸之、畠山直人、小林美穂
- 配給 - 東宝
- 制作プロダクション - オフィスクレッシェンド
- 企画・製作 - 日本テレビ放送網
- 製作 - 『イニシエーション・ラブ』製作委員会（日本テレビ放送網、東宝、文藝春秋、讀賣テレビ放送、バップ、オフィスクレッシェンド、KDDI、札幌テレビ放送、宮城テレビ放送、静岡第一テレビ、中京テレビ放送、広島テレビ放送、福岡放送）

### 受賞
- 第40回報知映画賞
  - 監督賞（堤幸彦） ※ 『天空の蜂』と合わせて受賞[7]。

### 関連商品

#### 音楽
コンピレーションアルバム『イニシエーション･ラブ -あの頃カーステから流れていた80'S BEST HITS-』
発売日：2015年5月20日、発売元：ソニー・ミュージックダイレクト
上記「章題」に用いられた楽曲を含む全36曲（ディスク2枚組）のCDアルバム
以下は収録曲（※印の付いたものは劇中で使用された楽曲）
Disc：1
- SHOW ME（森川由加里）※
- 初恋（村下孝蔵）
- 約束（渡辺徹）
- 揺れるまなざし（小椋佳）※
- 君は1000%（1986オメガトライブ）※
- ふたりの夏物語 -NEVER ENDING SUMMER-（杉山清貴&オメガトライブ）
- 街角トワイライト（シャネルズ）
- Yes-No（オフコース）※
- フレンズ（レベッカ）
- 秘密の花園（松田聖子）
- Lucky Chanceをもう一度（C-C-B）※
- すみれ September Love（一風堂）
- NEVER（MIE）
- Never Say Good-Bye（小比類巻かほる）
- 愛のメモリー（松崎しげる）※
- あの夏のバイク（国生さゆり）
- 君だけに（少年隊）
- CHA-CHA-CHA（石井明美）

Disc：2
- 木綿のハンカチーフ（太田裕美）※
- SACHIKO（ばんばひろふみ）
- Rain（大江千里）
- DANCE （浜田省吾）※
- 激しい雨が（THE MODS）
- 哀愁のカサブランカ（郷ひろみ）
- 夏をあきらめて （研ナオコ）※
- シャイニン・オン 君が哀しい（LOOK）
- そして僕は途方に暮れる（大沢誉志幸）
- 摩天楼ブルース（東京JAP）
- 心の色 （中村雅俊）※
- 恋人よ（五輪真弓）
- 思い出は美しすぎて（八神純子）
- 恋におちて -Fall in love-（小林明子）
- ルビーの指環 （寺尾聰）※
- 悲しいね（渡辺美里）
- イヴの夜（野本直美）
- SHOW ME（REPRISE）（森川由加里）※